# Ейдриън Конан Дойл
Ейдриън (понякога Адриан) Малкълм Конан Дойл (на английски: Adrian Conan Doyle) е британски писател, син на известния писател сър Артър Конан Дойл.

## Биография и творчество
Роден е в Кроубъроу, Съсекс, Англия на 19 ноември 1910 г. Той е от втория брак на Артър Конан Дойл с Джин Елизабет Леки. Има по-голям брат – Денис Пърси Стюарт (1909-1955) и по-малка сестра – Джин Лена Анет (1912-1997).
Адриан Дойл обича да кара състезателни автомобили и да ходи на лов за едър дивеч. В периода 1936-1937 г. опитва кариера на състезател в Гран При, превърнало се по-късно във Формула 1. Биографът Андрю Лайсет го характеризира като прахосник и плейбой, който заедно с брат си Денис „използва имуществото на Конан Дойл като дойна крава”.
На 23 май 1938 г. се жени за датчанката Анна Андерсън. Живеят заедно до смъртта му и нямат деца.
Андриан става литературен изпълнител на баща си след смъртта на майка си през 1940 г. През 1965 г. основава в Швейцария фонд „Сър Артър Конан Дойл“. Чрез него в замъка Луценс в кантона Во, Швейцария е основан музей на Шерлок Холмс, който в 2 стаи представя живота и творчеството на Артър Конан Дойл и автентичната обстановка на кабинета на детектива на ул. „Бейкър Стрийт“ 221Б.
След смъртта на Адриан Дойл, сестра му Джин Дойл поема управлението на литературното наследство на сър Артър Конан Дойл.

### „Неизвестни“ ръкописи
На 12 септември 1942 г. агенция „Асошиейтед прес“ съобщава, че Адриан е намерил в сандък със семейни документи непубликувани авторски произведения за Шерлок Холмс от Артър Конан Дойл. Това съобщение провокира критики от някои експерти, и по-специално от Джон Л. Лелленберг, който казва в „Nova 57 Minor”, че ръкописът е бил напечатан, а не е с ръкописния почерк на Конан Дойл. Дъщерята на сър Артър, Джин, заявява, че този ръкопис не е написан от баща ѝ, след което Адриан Дойл отказва да публикува ръкописа.
През септември 1945 г. биографът на Артър Конан Дойл, Хескет Пиърсън, получава писмо от един архитект на име Артър Уитакър, който съобщава, че упоменатия разказ той е изпратил Артър Конан Дойл през 1911 г. с предложение за съавторство и съвместна публикация. Артър Конан Дойл отказал офертата, но изпратил на Уитакър чек за десет гвинеи като заплащане за тази история, и Уитакър запазва копие от чека. Разбирайки за това, Адриан поисква доказателства и започва съдебно дело. След няколко години на съдебни дела, в които се представя копие от чека и се изслушват показания на хора, които са чели историята на Уитакър през 1911 г., семейството на Дойл признава авторството на Уитакър. Разказът „Банкерът от Шефилд“ е публикуван в сборника за следващите приключения на Шерлок Холмс.

### Създаване
Адриан Конан Дойл пише 12 разказа за приключенията на Шерлок Холмс: 6 – самостоятелно, 6 – заедно с известния писател на криминални произведения Джон Диксън Кар. За основа на тези истории са послужили споменавания за тях в произведенията за Шерлок Холмс в творчеството на баща му, а не тяхното описание от него. Историите са написани през 1952-1953 г., но са публикувани през 1954 г. в сборника „Подвизите на Шерлок Холмс“ (на английски: The Exploits of Sherlock Holmes).

## Произведения

### Разкази за Шерлок Холмс

#### Заедно с Джон Диксън Кар
- „Загадката на седемте часовника“ - (на английски: The Adventure of the Seven Clocks) (към разказа „Скандал в Бохемия“)
- „Мистерията на златния часовник“ - (на английски: The Adventure of the Gold Hunter) (към разказа „Петте портокалови семки“)
- „Мистерията на восъчните играчи на карти“ - (на английски: The Adventure of the Wax Gamblers) (към разказа „Скандал в Бохемия“)
- „Загадката в Хайгейт“ - (на английски: The Adventure of the Highgate Miracle) (към разказа „Загадката на моста Тор“)
- „Черният барон“ - (на английски: The Adventure of the Black Baronet) (към романа „Баскервилското куче“)
- „Заключената стая“ - (на английски: The Adventure of the Sealed Room) (към разказа „Палецът на инженера“)

#### Самостоятелни разкази
- „Убийство във Фоулкс Рат“ - (на английски: The Adventure of the Foulkes Rath) (към разказа „Пенснето със златните рамки“)
- „Загадката на рубина Аббас“ - (на английски: The Adventure of the Abbas Ruby) (към романа „Баскервилското куче“)
- „Черните ангели” - (на английски: The Adventure of the Dark Angels) (към разказа „Случка в интерната“)
- „Две жени“ - (на английски: The Adventure of the Two Women) (към романа „Баскервилското куче“)
- „Чудовището от Дептфорд“ - (на английски: The Adventure of the Deptford Horror) (към разказа „Черния Питър“)
- „Червената вдовица“ - (на английски: The Adventure of the Red Widow) (към разказа „Скандал в Бохемия“)

### Сборници
- The Exploits of Sherlock Holmes: A Collection of Sherlock Holmes Adventures Based on Unsolved Cases from the Original Sir Arthur Conan Doyle Stories (1954) – с Джон Диксън Кар
- More Exploits Of Sherlock Holmes (1954) – с Джон Диксън Кар
- Tales of Love & Hate (1960)

### Документалистика
- The True Conan Doyle (1945)
- Heaven Has Claws: Big-Game Fishing Off the African Coast (1952)
- Lone Dhow: Hunting the Tiger Shark (1963)

### Филмография
- 1953 Suspense – ТВ сериал, 1 епизод по разказа „Черният барон“

### Книги за Ейдриън Конан Дойл
- Victorian Masters of Mystery: From Wilkie Collins to Conan Doyle (1984) – от Одри Питърсън